# Ampycus granulosus
Espèce
Synonymes
- Bullaepus granulosus Soares, 1970

Ampycus granulosus est une espèce d'opilions laniatores de la famille des Ampycidae.

## Distribution
Cette espèce est endémique d'Amazonas au Brésil. Elle se rencontre vers Benjamin Constant.

## Description
La femelle holotype mesure 9,0 mm.

## Systématique et taxinomie
Cette espèce a été décrite sous le protonyme Bullaepus granulosus par Soares en 1970. Elle est placée dans le genre Ampycus par Kury en 2003.

## Publication originale
- Soares, 1970 : « Novas espécies de opiliões da Região Amazônica (Opiliones, Cosmetidae, Gonyleptidae, Phalangiidae, Stygnidae). » Revista Brasileira de Biologia, vol. 30, no 3, p. 323–338.